# Guerre franco-tahitienne
 (janvier 2020).
Batailles
Bataille de Mahaena, Bataille de Maeva, Bataille de Punaruu, Prise de Fatahua
La guerre franco-tahitienne est un conflit militaire qui oppose, de 1844 à 1847, le royaume de France (monarchie de Juillet) au royaume de Tahiti, dirigée par la reine Pōmare IV, et ses alliés. Elle se déroule principalement sur l'île de Tahiti et dans les îles Sous-le-Vent, aujourd'hui situé en Polynésie française. Le conflit survient dans le contexte de l'expansion coloniale française dans le Pacifique et de la résistance locale à la mise en place d'un protectorat imposé en 1842.
Tahiti fut convertie au protestantisme par la London Missionary Society (LMS) au début du XIXe siècle, sous le patronage de la dynastie Pōmare. Influencée par le missionnaire britannique George Pritchard, la reine Pōmare IV expulsa les missionnaires catholiques français de son royaume en 1836, suscitant ainsi la colère de la France. Entre 1838 et 1842, le commandant de la marine française Abel Aubert du Petit-Thouars répondit aux plaintes françaises pour mauvais traitements et força la reine et les chefs tahitiens à signer un protectorat sur Tahiti. Pritchard et Pōmare IV tentèrent de résister à la domination française et de convaincre les Britanniques d'intervenir en faveur des Tahitiens. Ces efforts échouèrent et conduisirent à l'emprisonnement de Pritchard, puis à la déposition et à l'exil volontaire de Pōmare IV auprès de sa famille à Raiatea, île voisine .
De 1844 à 1847, les Français combattirent les forces tahitiennes sur l'île principale de Tahiti. Les Tahitiens, technologiquement inférieurs, ne faisaient pas le poids face aux marins français sur le terrain et s'appuyèrent donc sur leur connaissance supérieure des montagnes de l'intérieur de l'île pour mener une guérilla. Le dernier bastion indigène fut capturé fin 1846. Sur le second front, les Français tentèrent de prendre le contrôle des trois royaumes insulaires voisins des îles Sous-le-Vent. Cependant, leurs efforts furent contrecarrés par la défaite face aux forces de la reine Teriitaria II de Huahine en 1846. Les Britanniques n'intervinrent jamais directement dans le conflit, mais une pression diplomatique et des tensions importantes existaient entre les deux puissances européennes. La guerre prit fin lorsque la reine Pōmare accepta de revenir régner sous le protectorat français. La France et la Grande-Bretagne signèrent la convention de Jarnac par laquelle les deux puissances s'engageaient à respecter l'indépendance des alliés de la reine Pōmare dans les îles Sous-le-Vent. Ces actions retardèrent la fin de l'indépendance tahitienne jusque dans les années 1880.

## Contexte et préludes
Les îles de la Société sont constituées des îles Sous-le-Vent, au nord-ouest, et des îles du Vent, au sud-est.
Les îles du Vent incluent Tahiti, Moorea, Mehetia, Tetiaroa et Maiao. D'un point de vue politique, avant l'époque du protectorat français, le royaume de Tahiti (fondé en 1788) était constitué de la totalité des îles du Vent, à l'exception de Maiao. Il disposait également d'une souveraineté symbolique sur les îles Tuamotu, plus lointaines, ainsi qu'une partie des îles australes.
Vers la même époque, les îles Sous-le-Vent étaient composées, pour leur part, de trois royaumes : le royaume de Huahine, auquel était rattaché Maiao (malgré son appartenance géographique aux îles du Vent) ; le royaume de Raiatea-Taha'a et le royaume de Bora Bora, auquel étaient rattachés Maupiti, Tupai, Maupihaa, Motu One et Manuae.
Sur le plan religieux, Tahiti a été convertie au christianisme protestant par la London Missionary Society au début du XIXe siècle. Les missionnaires contribuent à cette époque à bâtir et à consolider le règne de la dynastie des Pomare sur Tahiti et Moorea, plaquant un système monarchiste à l'européenne largement importé sur les structures de pouvoir autochtones tahitiennes.
Pōmare II, le premier roi tahitien à se convertir au Christianisme, présidait le hau ipahu rahi (« le gouvernement du grand tambour »,) ou hau feti'i ("gouvernement de la famille"), termes qui désignent un réseau d'alliances traditionnelles entre les familles dirigeantes des îles de la Société. Sous son règne, et avec le concours des missionnaires, le protestantisme devient la religion officielle et majoritaire du royaume et des îles environnantes.
Lorsque le 7 décembre 1821 Pōmare II meurt, son fils Pōmare III n’a qu’un an. Son oncle et les religieux assurent alors la régence, jusqu’au 21 mai 1824, date à laquelle les missionnaires procèdent à son couronnement, cérémonie inédite à Tahiti. Profitant de la faiblesse des Pomare, les chefs locaux récupèrent une partie de leur pouvoir et prennent le titre héréditaire de « Ta’vana » (issu de l’anglais governor). Les missionnaires en profitent aussi pour modifier l’organisation des pouvoirs, et rapprocher la monarchie royale tahitienne d’une monarchie constitutionnelle sur le modèle anglais. Ils créent ainsi l’assemblée législative tahitienne qui siège pour la première fois le 23 février 1824.
En 1827, le jeune Pōmare III meurt subitement, et c’est sa demi-sœur, ’Aimata, âgée de 13 ans, qui prend le titre de Pōmare IV. Le pasteur de la Société Missionnaire de Londres et consul d'Angleterre George Pritchard devient son principal conseiller. Mais l’autorité de la reine est contestée par les chefs, qui ont reconquis une part importante de leurs prérogatives depuis la mort de Pōmare II. Le pouvoir des Pōmare est devenu plus symbolique que réel, et à plusieurs reprises la reine Pōmare demande en vain le protectorat de l’Angleterre.

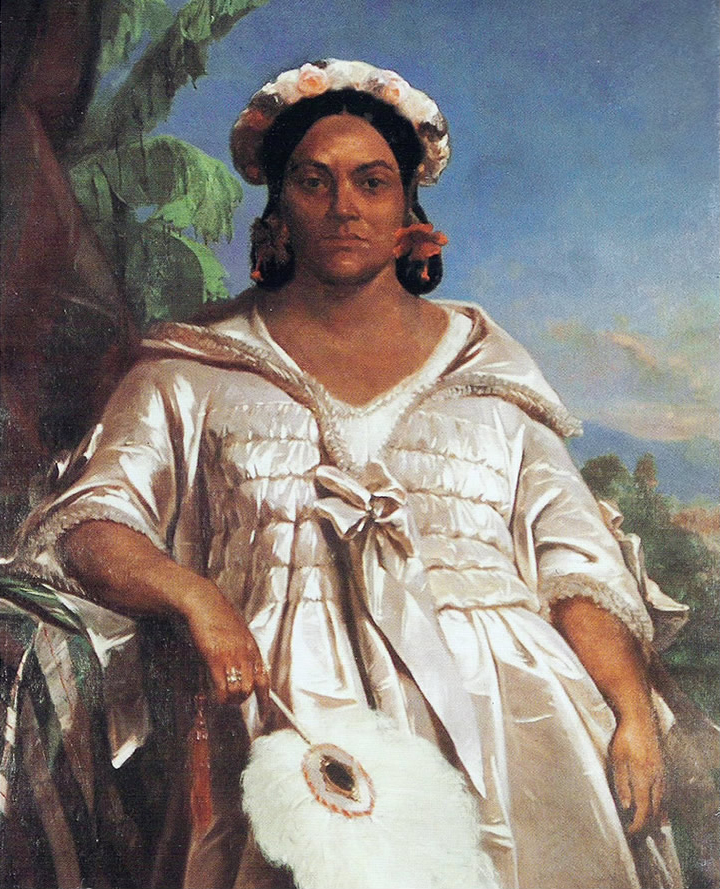
Portrait de la reine de Tahiti Pōmare IV par Sébastien Charles Giraud.

Dans les années 1830, les intérêts navals de la France se font de plus en plus pressants et mènent à toujours plus de tensions avec les chefs autochtones placés dans le giron britannique. Sous l'influence du consul Pritchard , la reine Pōmare IV expulse alors deux missionnaires catholiques français de l'archipel dans le but de maintenir la dominance du Protestantisme. Le consul français à Tahiti, Jacques-Antoine Moerenhout, crie à l'affront et fait parvenir une plainte à la puissance impériale française, qui répondra en la personne de l'officier naval du nom d'Abel Aubert du Petit-Thouars. Ce dernier contraint le gouvernement indigène à payer une indemnité à la France et à signer avec elle un traité d'amitié censé faire respecter les droits des sujets français de l'archipel, y compris ceux de tout futur missionnaire catholique. Quatre ans plus tard, Abel Aubert du Petit-Thouars prétend que les Tahitiens n'ont pas respecté le traité ; il force alors les chefs tahitiens, de même que la reine Pōmare IV, à signer une demande de protection auprès de la France, demande qui est envoyée par la suite en Europe pour être formellement ratifiée.

## Guerre
Le consul anglais George Pritchard était parti en mission diplomatique au moment où se produisait l'incident entre Abel Aubert du Petit-Thouars et les chefs tahitiens. Ce n'est qu'à son retour qu'il constate que les îles sont passées sous le contrôle des Français. Il encourage alors la reine Pomare IV à résister à l'intervention de la France.
Pomare écrit alors pour demander — en vain — l'aide de la reine Victoria, et même celle du roi de France, Louis-Philippe. Par esprit de résistance, elle refuse également l'usage dans son royaume du drapeau du protectorat, qui intègre le drapeau tricolore en son canton, choisissant plutôt d'arborer le drapeau tahitien devant sa résidence.

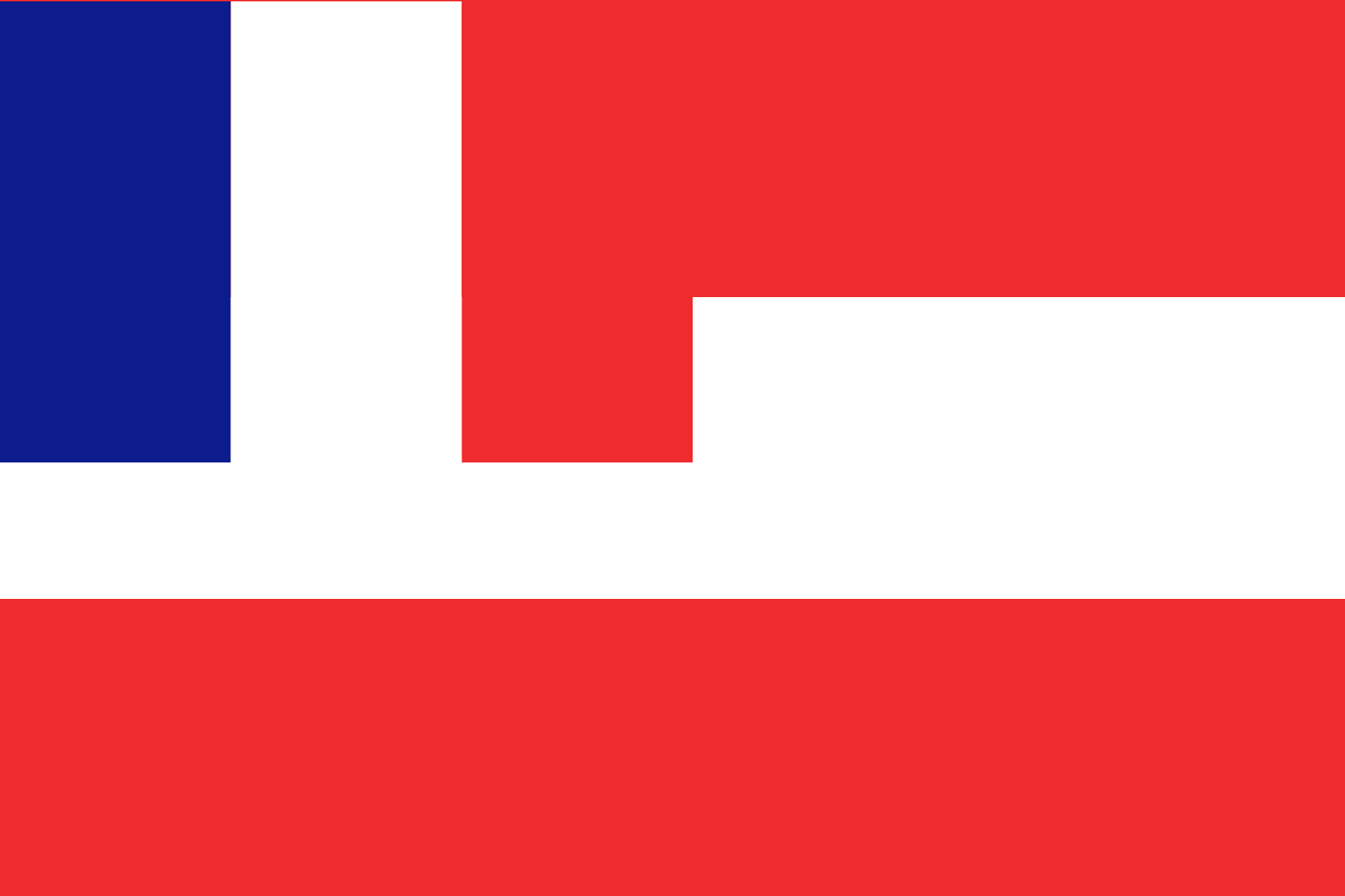
Drapeau du Protectorat de la Polynésie française.

En novembre 1843, Dupetit-Thouars destitue la reine en raison de sa résistance et annexe formellement les îles. Il promeut Armand Joseph Bruat au rang de gouverneur colonial, avec la charge de diriger le territoire. Pomare IV et sa famille se réfugient alors dans le consulat britannique, avant de prendre la fuite vers l'île avoisinante de Raiatea à bord d'un navire britannique, le HMS Basilisk. Le consul anglais Pritchard, quant à lui, est capturé, puis déporté par les Français. Cet incident diplomatique, connu sous le nom d'« affaire Pritchard », manque de provoquer un conflit entre la France et l'Angleterre, évité de justesse après que la France présente des excuses formelles aux Anglais pour avoir capturé ainsi leur consul.
En l'absence de la reine, la population entre en résistance armée le 13 mars 1844. Ces forces dites « loyalistes » sont dirigées, dans un premier temps, par un chef du nom de Fanaue, puis par la suite par Utami (un transfuge issu à l'origine du camp allié à la France) et son numéro deux, Mai'o, ainsi qu'un groupe de chefs ralliés à la cause des rebelles. Les loyalistes combattent les forces françaises, parmi les rangs desquelles ont compte une poignée de chefs tahitiens pro-français, comme Paraita, Tati et Hitoti. Au combat de Mahaena, qui prend place le 17 avril 1844, une troupe de 441 soldats français l'emporte sur les troupes autochtones, deux fois plus nombreuses, mais insuffisamment équipées. En tout, quinze soldats français et 102 Tahitiens perdent la vie durant cette bataille. À la suite de la défaite des forces indigènes à Mahaena, les deux camps se lancent dans une guérilla, dans les vallées fortifiées de l'arrière-pays tahitien.
Sur un second front, les Français tentent de conquérir et d'annexer les trois royaumes environnants situés dans les îles Sous-le-Vent. Ces trois royaumes étaient les suivants : Raiatea, sous la responsabilité du roi Tamatoa IV (le royaume où la reine Pomare IV s'était réfugiée) ; Huahine, dirigé par la reine Teriitaria II et Bora Bora, où régnait le roi Tapoa II. Ces trois territoires étaient rattachés à la famille des monarques Pomare par un réseau d'allégeances formelles que les Français décident d'interpréter comme une juridiction administrative véritable, ce qui explique la tentative d'annexion. Sous les ordres du capitaine Louis Adolphe Bonard, les forces françaises mettent en place un blocus autour de Raiatea à la suite de ce qu'ils décrivent comme un « massacre » : les guerriers de Huahine, au service de la reine Teriitaria attaquent les soldats français à la bataille de Maeva, tuant dix-huit marins français et blessant quarante-trois d'entre eux.

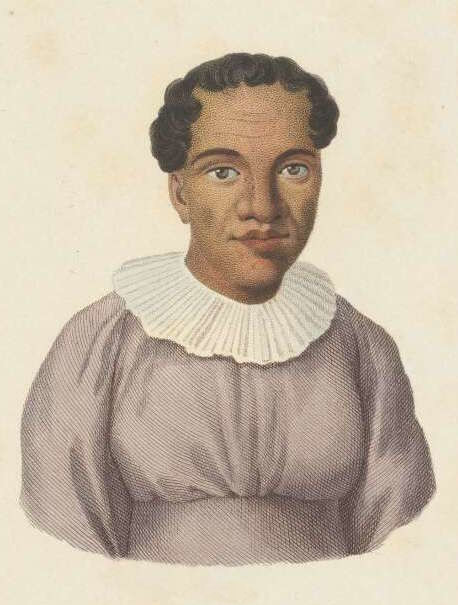
La reine Teriitaria II

La Grande-Bretagne, pour sa part, reste neutre et n'intervient pas militairement. En revanche, la douzaine de navires de guerre postés dans les eaux des îles de la Société constitue alors pour la France une source d'inquiétude. En outre, beaucoup d'officiers anglais affichaient une certaine sympathie à la cause tahitienne, la conjuguant à une attitude soit hostile, soit ambivalente vis-à-vis de la France. Le capitaine Andrew Snape Hamond, du HMS Salamander, écrit ainsi que les Anglais avaient volontairement obstrué les forces françaises, affirmant que « l'Angleterre pourrait s'être préservée de la douleur de se faire chiper le petit agneau domestique qu'elle avait élevé par des Français éhontés ». En 1846, l'amiral George Seymour, commandant en chef britannique de la Pacific Station, se rend à Raiatea et déclare « toutes les mesures prises par les Français comme étant nulles et non avenues », puis s'entretient en privé avec la reine Pomare. De 1846 à 1847, l'officier de la British Navy, Henry Byam Martin, commandant du HMS Grampus, est envoyé aux îles de la Société dans le but d'espionner le conflit. Sa mission consiste à enquêter sur les revendications territoriales de Pomare sur les autres îles. Sa description des derniers mois du conflit est consignée dans le Polynesian Journal of Captain Henry Byam Martin, R.N.

## Défaite de la résistance tahitienne

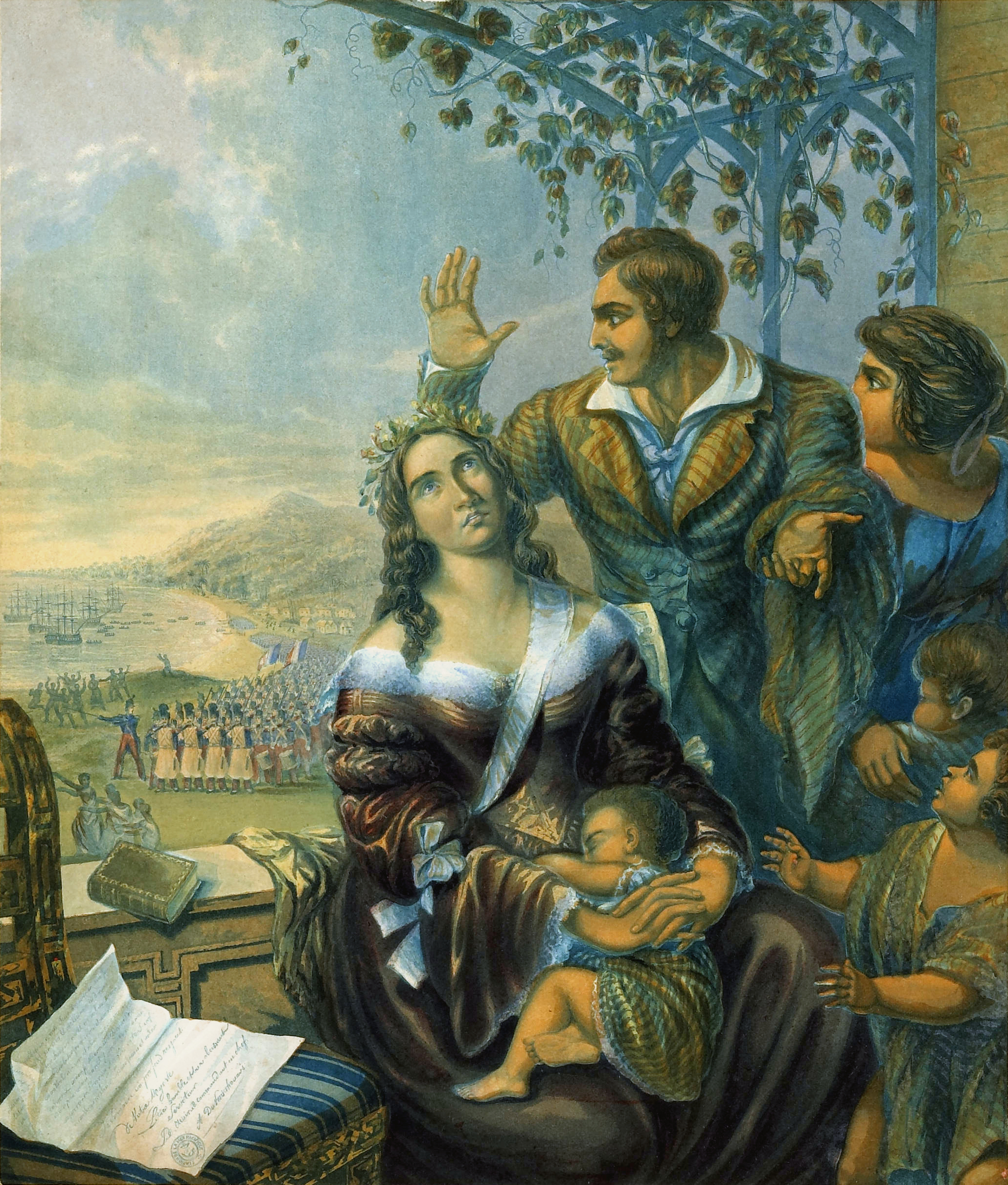
Pomare, reine de Tahiti, la chrétienne persécutée entourée de sa famille au moment afflictif lorsque les forces françaises débarquaient, peinture de George Baxter, 1845.

La guérilla prend fin avec la défaite des Tahitiens à la bataille de Punaruu, en mai 1846, ainsi qu'avec la prise de Fort Fautaua le 17 décembre 1846. Au cours du mois de février de l'année 1847, la reine Pomare IV met fin à son exil et accepte de régner sous le protectorat. Bien qu'ils aient été victorieux, les Français ne peuvent annexer les îles, en raison de la pression diplomatique exercée par la Grande-Bretagne. En conséquence, Tahiti et Moorea continuent d'être dirigées selon un système de protectorat.
Une clause du traité de paix signé par la France et la Grande-Bretagne, la Convention de Jarnac (ou Convention anglo-française de 1847), garantit que les deux puissances impériales respecteront l'indépendance des alliés de la reine Pomare à Huahine, Raiatea et Bora Bora. Les Français poursuivront le système du protectorat jusque dans les années 1880, époque à laquelle ils annexeront formellement Tahiti et les îles Sous-le-Vent (dans le cadre de la Guerre des îles Sous-le-Vent, qui se terminera en 1897), créant ainsi la Polynésie française.